# Salima Elouali Alami

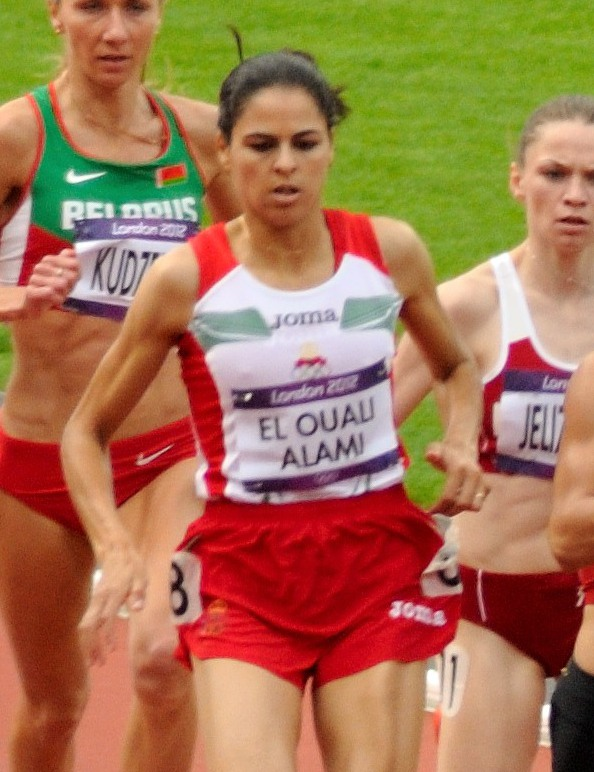
Salima Elouali Alami bei den Olympischen Spielen 2012

Salima Elouali Alami (* 29. Dezember 1983) ist eine marokkanische Hindernis- und Langstreckenläuferin.
Bei den Crosslauf-Weltmeisterschaften kam sie 2009 in Amman auf Platz 34 und 2010 in Bydgoszcz auf Platz 28.
Über 3000 Meter Hindernis schied sie bei den Weltmeisterschaften 2011 in Daegu und bei den Olympischen Spielen 2012 in London im Vorlauf aus.
2013 wurde sie Zwölfte bei den Crosslauf-Weltmeisterschaften in Bydgoszcz. Über 3000 Meter Hindernis gewann sie bei den Mittelmeerspielen Silber, belegte bei den Weltmeisterschaften in Moskau den 15. Platz und holte Silber bei den Spielen der Frankophonie.
2014 gewann sie Bronze bei den Afrikameisterschaften in Marrakesch und wurde Sechste beim Continentalcup in Marrakesch.
Bei den Weltmeisterschaften 2015 in Peking wurde sie Zehnte.

## Persönliche Bestzeiten
- 1500 m: 4:08,53 min, 10. Mai 2015, Kawasaki
- 3000 m: 8:50,12 min, 14. Juni 2015, Rabat
- 3000 m Hindernis: 9:20,64 min, 17. Juli 2015, Monaco (marokkanischer Rekord)